# Войново (Західнопоморське воєводство)
Войново (пол. Wojnowo) — село в Польщі, у гміні Щецинек Щецинецького повіту Західнопоморського воєводства.
Населення — 136 осіб (2011).

## Демографія
Демографічна структура станом на 31 березня 2011 року:
|          | Загалом | Допрацездатний вік | Працездатний вік | Постпрацездатний вік |
| -------- | ------- | ------------------ | ---------------- | -------------------- |
| Чоловіки | 77      | 21                 | 55               | 1                    |
| Жінки    | 59      | 15                 | 41               | 3                    |
| Разом    | 136     | 36                 | 96               | 4                    |